# アンドリュー・テイラー (野球)
アンドリュー・レイモンド・テイラー（Andrew Raymond Taylor, 1986年8月18日 - ）は、アメリカ合衆国・ノースカロライナ州ダーラム出身のプロ野球選手（投手）。左投右打。

## 経歴
2008年のMLBドラフト34巡目（全体1039位）でロサンゼルス・エンゼルス・オブ・アナハイムから指名され、6月13日に契約。ルーキー級オレム・オウルズで21試合に登板し、2勝1敗5セーブ、防御率4.37だった。
2009年はA級シーダーラピッズ・カーネルズとA+級ランチョクカモンガ・クエークスでプレー。A級では40試合に登板し、3勝0敗8セーブ、防御率1.23だった。
2010年はA+級ランチョクカモンガで20試合に登板し、4勝1敗、防御率2.06だった。6月にAA級アーカンソー・トラベラーズへ昇格。AA級では15試合に登板し、1勝3敗、防御率4.70だった。
2011年はAA級アーカンソーで29試合に登板し、2勝11敗、防御率5.14だった。
2012年はAA級アーカンソーで37試合に登板し、2勝4敗2セーブ、防御率4.61だった。7月にAAA級ソルトレイク・ビーズへ昇格。16試合に登板し、1勝0敗、防御率3.50だった。9月1日にメジャー初昇格を果たした。9月27日のシアトル・マリナーズ戦でメジャーデビュー。9回表1死から登板し、0.2回を無失点に抑えた。この年は3試合に登板し、防御率11.57だった。
2013年3月2日にエンゼルスと1年契約に合意。3月30日に肩関節唇損傷で15試合の故障者リスト入りした。4月9日に60日間の故障者リストへ異動し、シーズンを全休した。10月8日にAAA級ソルトレイクへ降格した。
2014年3月14日に放出された。

## 詳細情報

### 年度別投手成績
| 年 度     | 球 団     | 登 板 | 先 発 | 完 投 | 完 封 | 無 四 球 | 勝 利 | 敗 戦 | セ 丨 ブ | ホ 丨 ル ド | 勝 率 | 打 者 | 投 球 回 | 被 安 打 | 被 本 塁 打 | 与 四 球 | 敬 遠 | 与 死 球 | 奪 三 振 | 暴 投 | ボ 丨 ク | 失 点 | 自 責 点 | 防 御 率 | W H I P |
| --------- | --------- | ----- | ----- | ----- | ----- | -------- | ----- | ----- | -------- | ----------- | ----- | ----- | -------- | -------- | ----------- | -------- | ----- | -------- | -------- | ----- | -------- | ----- | -------- | -------- | ------- |
| 2012      | LAA       | 3     | 0     | 0     | 0     | 0        | 0     | 0     | 0        | 0           | .---  | 14    | 2.1      | 3        | 0           | 4        | 0     | 0        | 0        | 1     | 0        | 3     | 3        | 11.57    | 3.00    |
| 通算：1年 | 通算：1年 | 3     | 0     | 0     | 0     | 0        | 0     | 0     | 0        | 0           | .---  | 14    | 2.1      | 3        | 0           | 4        | 0     | 0        | 0        | 1     | 0        | 3     | 3        | 11.57    | 3.00    |

- 2020年度シーズン終了時